# Nico Buwalda
Nicolaas Reindert Jouwers Buwalda (Weesp, 25 luglio 1890 – Bussum, 13 giugno 1970) è stato un calciatore olandese, di ruolo attaccante.

## Carriera
A livello di club, Nico Buwalda ha giocato nelle file dell'Ajax, con cui ha vinto due campionati olandesi e una KNVB beker.
Ha giocato anche due partite con la maglia della Nazionale olandese, entrambe ad Amsterdam nel 1914: la prima il 5 aprile contro la Germania (4-4), e la seconda il 26 aprile contro il Belgio.

## Statistiche

### Cronologia presenze e reti in Nazionale
| Cronologia completa delle presenze e delle reti in nazionale ― Paesi Bassi | Cronologia completa delle presenze e delle reti in nazionale ― Paesi Bassi | Cronologia completa delle presenze e delle reti in nazionale ― Paesi Bassi | Cronologia completa delle presenze e delle reti in nazionale ― Paesi Bassi | Cronologia completa delle presenze e delle reti in nazionale ― Paesi Bassi | Cronologia completa delle presenze e delle reti in nazionale ― Paesi Bassi | Cronologia completa delle presenze e delle reti in nazionale ― Paesi Bassi | Cronologia completa delle presenze e delle reti in nazionale ― Paesi Bassi |
| Data                                                                       | Città                                                                      | In casa                                                                    | Risultato                                                                  | Ospiti                                                                     | Competizione                                                               | Reti                                                                       | Note                                                                       |
| -------------------------------------------------------------------------- | -------------------------------------------------------------------------- | -------------------------------------------------------------------------- | -------------------------------------------------------------------------- | -------------------------------------------------------------------------- | -------------------------------------------------------------------------- | -------------------------------------------------------------------------- | -------------------------------------------------------------------------- |
| 5-4-1914                                                                   | Amsterdam                                                                  | Paesi Bassi                                                                | 4 – 4                                                                      | Germania                                                                   | Amichevole                                                                 | -                                                                          |                                                                            |
| 26-4-1914                                                                  | Amsterdam                                                                  | Paesi Bassi                                                                | 4 – 2                                                                      | Belgio                                                                     | Amichevole                                                                 | -                                                                          |                                                                            |
| Totale                                                                     |                                                                            | Presenze                                                                   | 2                                                                          |                                                                            | Reti                                                                       | 0                                                                          |                                                                            |

## Palmarès
- Campionati olandesi: 2

Ajax: 1917-1918, 1918-1919
- KNVB beker: 1

Ajax: 1916-1917